# ایرانگی
ایرانگی  (به انگلیسی: Irangi) روستایی در استان ساحلی، کنیا می‌باشد.